# Kymco
Kymco steht für Kwang Yang Motor Corporation (chinesisch 光陽工業, Pinyin Guāng Yáng Gōng Yè) und ist ein taiwanischer Hersteller von Motorrollern (50 bis 700 cm³) sowie Motorrädern, Leichtkrafträdern (50 bis 250 cm³) und Quads.
Das Unternehmen wurde 1963 gegründet und beschäftigt heute über 4.000 Mitarbeiter. Produziert wird in drei Fabriken in Taiwan und Übersee, in drei Fabriken in der Volksrepublik China und jeweils einer Fabrik in Indonesien und Vietnam. Kymco hat weltweit Handelsniederlassungen und war 2022 in 56 Staaten vertreten. Laut eigenen Angaben wurden im Jahr 2005 502.000 Einheiten verkauft. In vielen Ländern, zum Beispiel Japan oder Österreich, ist Kymco Marktführer in der 50-cm³-Roller-Klasse.
Am 1. Januar 2022 waren in Deutschland 76.351 Kraftfahrzeuge von Kymco zugelassen, was einem Anteil von 1,6 Prozent entspricht.

## Modelle

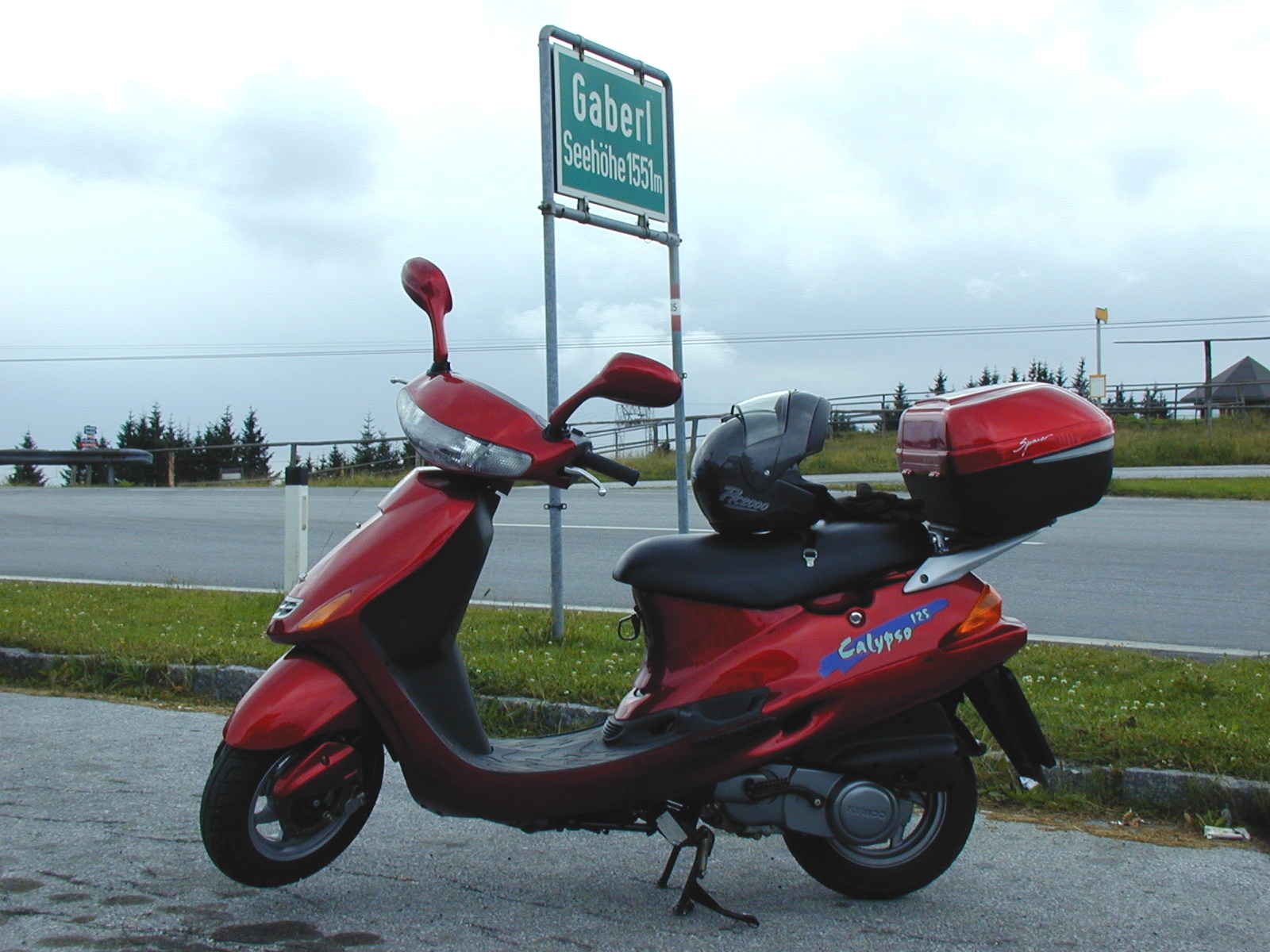
Kymco Motorroller „Calypso 125“ (2001) auf dem „Gaberl“ (Steiermark)

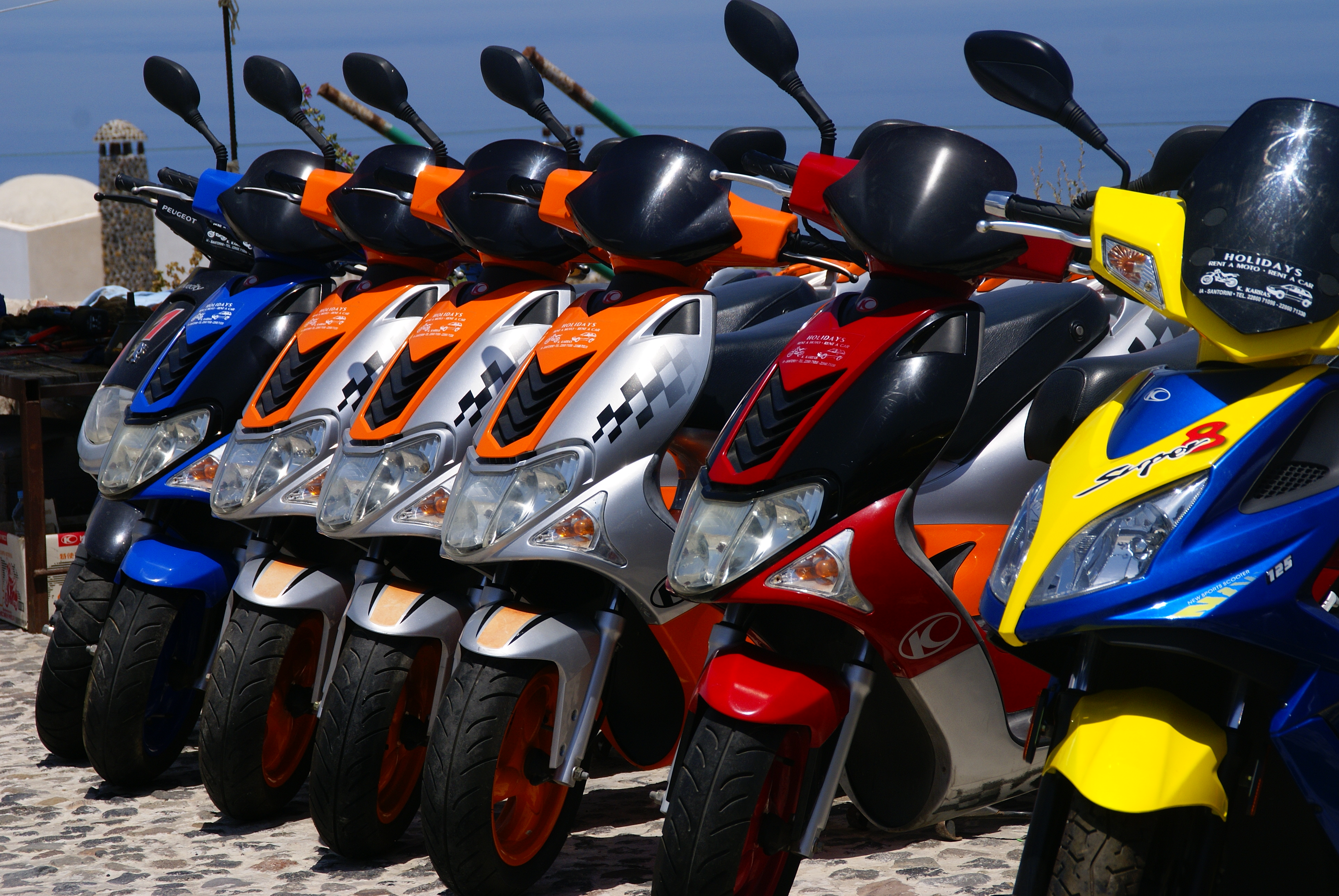
Kymco Super 9 Motorroller

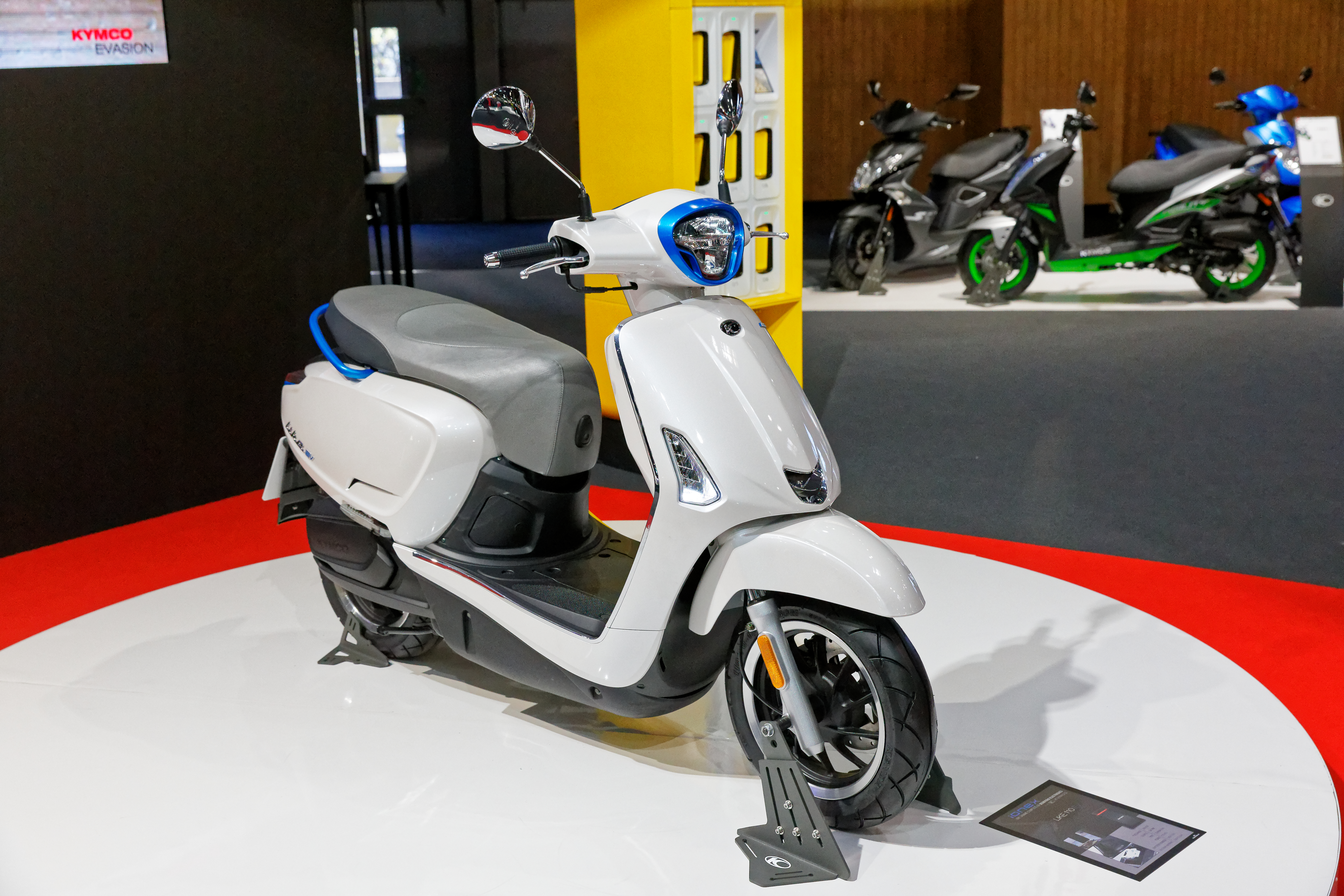
Kymco Like 110 EV (Paris 2018)

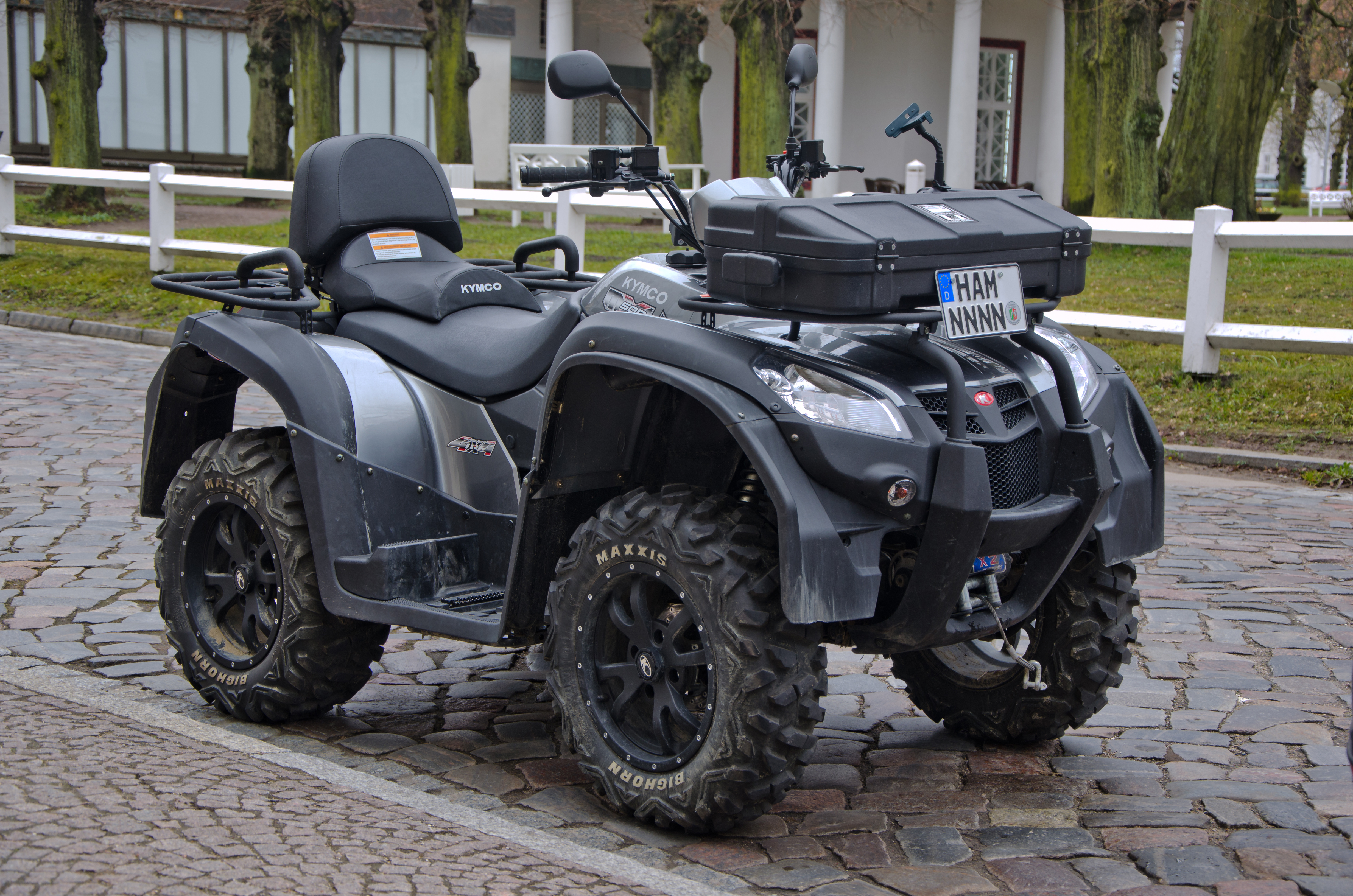
Kymco Quad MXU 500

Seit 2011 werden mit dem Downtown 300i ABS, dem Kymco Super 8 und dem Xciting 500 iR evo ABS auch Roller mit stufenloser Keilriemenautomatik und Antiblockiersystem in Deutschland angeboten. Zur Saison 2012 erweiterte Kymco sein Portfolio um ein in der Oberklasse angesiedeltes Modell, den Myroad 700i. Außerdem bietet Kymco noch ein Retromodell, den Like, der Ähnlichkeit mit der Vespa LX hat, an. Neben motorisierten Zweirädern produziert Kymco auch Sport- und Straßenquads (300–700 cm³) und baut auf Quad-Basis ein Nutzfahrzeug. Bis um 2010 bot die Firma zudem eine Palette von Mehrzweckmotoren und elektrischen Generatoren an.
Eine Besonderheit ist der seit 2011 erhältliche 50-cm³-Viertaktmotor mit elektronischer Benzineinspritzung im NEWSento 50i. Er ist der erste und bisher einzige Motor vom Kymco für Roller dieser Klasse mit elektronischer Einspritzung.
Im Oktober 2016 stellte Kymco auf der Intermot in Köln sein neues Topmodell, den AK550 vor, einen Zweizylinder, der in der oberen Klasse angesiedelt sein wird und vor allem Yamahas X-Max und dem Burgman von Suzuki Konkurrenz machen soll. Der AK550 (AK steht für Anniversary Kymco zum 50. Firmenjubiläum) und der neue X-Town (125 und 300) sollen ab Frühjahr 2017 in Deutschland vertrieben werden.
Seit August 2022 wird der erste Dreirad-Roller Kymco CV 3 550i mit 37,5 kW (51 PS) in Deutschland neu angeboten, der eine Höchstgeschwindigkeit von 158 km/h erreichen soll. Er hat einen flüssigkeitsgekühlten Zweizylinder-Viertaktmotor mit Vierventil-Technik und Saugrohreinspritzung. Der Kymco hat zusätzlich einen Tempomat und beheizbare Griffe. Er hat jedoch keinen rollertypischen flachen Durchstieg
Im Frühjahr 2016 vertrieb Kymco folgende Modelle in Deutschland:

### Roller
- Agility-Reihe
- AK 550i
- People 50 (2T), People S 50 (4T)
- People GT (~125 und 300 cm³)
- Dink 50 LC 2T
- Grand Dink (~50 (2T))
- Vitality 50 2T/4T
- Yager GT (~50, 125 und 200 cm³) 4T
- Yager (~50, 125 cm³) 2T/4T
- Yup 50 2T
- DJ 50 (2T), DJ 50 S (4T)
- DJ 125 S
- Like (~50 (2T/4T) und 125 cm³, klassisches Design)
- NEWSento 50i (~50 cm³, klassisches Design)
- Super 8 (~50 und 125 cm³)
- Super 9 50 LC (2T)
- NEWDowntown 125i
- G Dink 300
- Downtown 300i → NEWDowntown 350i
- XCiting 400i ABS
- Xciting S 400i ABS
- Xciting 500 iR evo ABS
- Myroad 700i
- X-Town (125 und 300 ABS)
- ZX 50 (Super Fever II)
- Top Boy 50

### Quads
- MXU (~50, ~250, ~300, ~450, ~500, ~550 und ~700 cm³, ATV)
- KXR 250 (~250 cm³, Quad)
- Maxxer (~50, ~250, ~300 und ~450 cm³, Quad)
- Maxxer 300 Onroad Supermoto (~300 cm³, Quad)
- UXV (~450 und ~700 cm³, UTV)

### Motorräder
- CK1 125
- K-PIPE (~50 und ~125 cm³)
- Hipster 125 (125 cm³)
- Quannon 125 (125 cm³)
- Zing RF25 (125 cm³)

## Zusammenarbeit mit anderen Herstellern
Kymco stellt die 450-cm³-Einzylindermotoren her, die beim deutschen Motorradhersteller BMW in der BMW G 450 X verwendet werden.
Auch die 2-Zylinder-Reihenmotoren mit 647 cm³ Hubraum (60 PS) des BMW-Motorrollers BMW C 650 GT und BMW C 600 Sport stammen von Kymco. Dieser Motor wurde auch im PKW BMW i3 mit geringerer Leistung von 25 kw (34 PS) als Reichweitenverlängerer verwendet.
Die Rollermodelle J300 und J125 von Kawasaki sind mit den Downtownmodellen 300 und 125 baugleich und laufen auch vom selben Band.